# リヒャルト・ヴェットシュタイン
リヒャルト・ヴェットシュタイン（Richard Wettstein、1863年6月30日 - 1931年8月10日）はオーストリアの植物学者である。小花が集まり一つの花序となって、外見が一個の花に似た形態を示す偽花（Pseudanthium）の研究などで知られる。

## 生涯
ウィーンで生まれた。ウィーン大学で自然科学、医学を学んだ。1886年に植物学の教授となり、1886年にウィーン大学植物園のスタッフになった。1892年からプラハ大学の植物学の教授となり、プラハ大学の植物園、研究所の園長を務めた。1899年にウィーン大学の植物分類学の教授となり、植物園の改革に功績があった。1901年にウィーン動植物学会（Wiener Zoologisch-Botanischen Gesellschaft）の会長を務めた。1901年にブラジルへのウィーン科学アカデミーの植物調査探検を組織し、1929年から1930年にかけて、息子のフリードリヒ・ヴェットシュタインとアフリカ大陸の植物調査探検をおこなった。1913年から1914年の間、ウィーン大学の学長を務めた。1917年、オーストリア上院の議員を務めた。
植物分類学の分野で知られ、ヴェットシュタイン体系 (Wettstein system)という分類体系でも知られる。
植物学者、アントン・ヨーゼフ・ケルナーの娘と結婚し、息子のオットー・ヴェットシュタイン(Otto von Wettstein)は動物学者となり、フリードリヒ・ヴェットシュタインは植物学者となった。

## 著書
- Grundzüge der geographisch-morphologischen Methode der Pflanzensystematik, 1898
- Botanik und Zoologie in Österreich 1850-1900, 1901
- Der Neo-Lamarckismus und seine Beziehungen zum Darwinismus, 1903
- Handbuch der systematischen Botanik, 2 巻, 1901-08; 3版 1924, 4版 1933–1935 (フリッツ・フォン・ヴェットシュタインが刊行)